# Pieces of a Dream (The Best Of Anastacia)
Pieces of a Dream es el cuarto álbum de la cantante compositora Anastacia. Fue lanzado en el 2005 y es un "Grandes Éxitos" que incluye todos los sencillos de sus tres anteriores discos Not That Kind, Freak of Nature y Anastacia, sólo dos de sus anteriores sencillos fueron omitidos en este recopilatorios: Boom y Love is a Crime. Este álbum, al igual que el anterior nunca se lanzó en EE. UU., excepto Everything Burns y el Club Megamix que fueron lanzados en iTunes.
El disco volvió a la venta en abril de 2007.

## Lista de Pistas
| N.º | Título                                                                  | Escritor(es)                                                          | Productor(es)                                                     | Duración |  |
| 1.  | «I'm Outta Love»                                                        | Anastacia, Sam Watters, Louis Biancaniello                            | Sam Watters, Louis Biancaniello                                   | 4:02     |  |
| 2.  | «Not That Kind»                                                         | Anastacia, Will Wheaton, Marvin Young                                 | Ric Wake                                                          | 3:20     |  |
| 3.  | «Cowboys & Kisses»                                                      | Anastacia, JIVE, Charlie Pennachio                                    | Ric Wake                                                          | 4:32     |  |
| 4.  | «Made for Lovin' You»                                                   | Anastacia, Watters, Biancaniello                                      | Sam Watters, Louis Biancaniello                                   | 3:35     |  |
| 5.  | «Paid My Dues»                                                          | Anastacia, Damon Sharpe, Greg Lawson, LaMenga Kafi                    | Ric Wake, Richie Jones                                            | 3:21     |  |
| 6.  | «One Day in Your Life»                                                  | Anastacia, Watters, Biancaniello                                      | Ric Wake, Sam Watters, Louis Biancaniello                         | 3:28     |  |
| 7.  | «Why'd You Lie to Me»                                                   | Anastacia, Sharpe, Greg Lawson, Trey Parker, Damon Butler, Canela Cox | Ric Wake, Richie Jones                                            | 3:43     |  |
| 8.  | «You'll Never Be Alone»                                                 | Anastacia, Watters, Biancaniello                                      | Sam Watters, Louis Biancaniello, Richie Jones                     | 4:21     |  |
| 9.  | «Left Outside Alone»                                                    | Anastacia, Dallas Austin, Glen Ballard                                | Dallas Austin, Glen Ballard                                       | 4:17     |  |
| 10. | «Sick and Tired»                                                        | Anastacia, Austin, Ballard                                            | Dallas Austin, Glen Ballard                                       | 3:30     |  |
| 11. | «Welcome to My Truth»                                                   | Anastacia, John Shanks, Kara DioGuardi                                | John Shanks                                                       | 4:03     |  |
| 12. | «Heavy on My Heart»                                                     | Anastacia, Billy Mann                                                 | Billy Mann, Glen Ballard                                          | 4:27     |  |
| 13. | «Everything Burns» (with Ben Moody)                                     | Ben Moody                                                             | Jay Baumgardner, Ben Moody                                        | 3:43     |  |
| 14. | «I Belong to You (Il Ritmo della Passione)» (featuring Eros Ramazzotti) | Anastacia, Eros Ramazzotti, Claudio Guidetti, Kaballà, DioGuardi      | Eros Ramazzotti, Claudio Guidetti                                 | 4:28     |  |
| 15. | «Pieces of a Dream»                                                     | Anastacia, Ballard, David Hodges                                      | Glen Ballard, David Hodges                                        | 4:03     |  |
| 16. | «In Your Eyes»                                                          | Anastacia, Ballard                                                    | Glen Ballard                                                      | 4:09     |  |
| 17. | «Club Megamix»                                                          | Anastacia, Ballard                                                    | Ballard, Watters, Biancaniello, Sánchez, Hodges, Nevins, Chandler | 11:48    |  |

## Bonus del disco remixc
1. "I'm Outta Love" (Hex Hector Radio Edit) – 4:00
2. "Left Outside Alone" (M*A*S*H Radio Mix) – 3:57
3. "Paid My Dues" (The S-Man's Darkstar Mix) – 5:17
4. "Sick and Tired" (Jason Nevins Funkrock Remix Edit) – 3:24
5. "Why'd You Lie to Me" (Nu Soul DnB Mix) – 6:38
6. "Love Is a Crime" (Thunderpuss Club Mix) – 7:46
7. "Not That Kind" (Kerri Chandler Mix - Radio Edit) – 3:45
8. "One Day in Your Life" (Hex Héctor/Mac Quayle Club Mix) – 8:26
9. "Left Outside Alone" (Jason Nevins Global Club Edit) – 3:44
10. "Not That Kind" (Ric Wake Club Final) – 7:05
11. "Love Is a Crime" (Cotto's Doin' The Crime Mix) – 6:33
12. "Boom" (Thunderpuss Tribe-A-Pella) – 6:49
13. "One Day in Your Life" (Almighty Mix) – 6:07
14. "Sick and Tired" (Jason Nevins Electrochill Remix Edit) – 3:25

## Sencillos
Sólo tres sencillos fueron publicados, "Everything Burns", "Pieces of a Dream", y "I Belong to You (Il Ritmo della Passione)". "In Your Eyes" fue el cuarto single, pero se canceló, también el video musical filmado en Múnich.
Aunque el "Club Megamix" nunca fue lanzado, el video musical fue hecho usando los clips de todos los videos anteriores.

## Cambios en las pistas
- La edición en español del álbum contiene "I Belong To You (El Ritmo de la Pasión)", con letra Ramazzotti en español.
- El "Club Megamix" incluye "Left Outside Alone" (Jason Nevins Club Remix), "Sick and Tired" (Jason Nevins Remix Electrochill), "Paid My Dues (The S-Man's Darkstar Mix)," Not That Kind ", (Kerri Chandler Vocal Mix), "One Day in Your Life" (Almighty Mix), y "I'm Outta Love" (Hex Hector Club Main).
- La versión de "You'll Never Be Alone" que se encuentra en el álbum es la mezcla de los EE. UU., que utiliza una guitarra acústica en lugar de un piano la melodía base.

## Posiciones
| Posiciones en (2005)                  | Posición |
| ------------------------------------- | -------- |
| Australian ARIA Albums Chart          | 23       |
| Austrian Albums Chart                 | 4        |
| Belgian Ultratop 50 Albums (Flanders) | 8        |
| Belgian Ultratop 50 Albums (Wallonia) | 12       |
| Dutch Albums Chart                    | 10       |
| European Top 100 Albums               | 6        |
| Finnish Albums Chart                  | 17       |
| German Albums Chart                   | 7        |
| Irish Albums Chart                    | 11       |
| Italian FIMI Albums Chart             | 3        |
| New Zealand RIANZ Albums Chart        | 26       |

| Posiciones en (2005)            | Posición |
| ------------------------------- | -------- |
| Norwegian Albums Chart          | 11       |
| Portuguese Albums Chart         | 9        |
| Spanish PROMUSICAE Albums Chart | 9        |
| Swedish Albums Chart            | 23       |
| Swiss Albums Chart              | 3        |
| UK Albums Chart                 | 6        |
| Posiciones en (2006)            | Posición |
| Danish Albums Chart             | 13       |
| Hungarian Mahasz Albums Chart   | 21       |

### Certificaciones
| País           | Certificador | Premio   | Ventas    |
| -------------- | ------------ | -------- | --------- |
| Australia      | ARIA         | Gold     | 35,000    |
| Austria        | IFPI         | Platinum | 20,000    |
| Belgium        | IFPI         | Gold     | 15,000    |
| Denmark        | IFPI         | Gold     | 15,000    |
| Finland        | IFPI         | Platinum | 18,921    |
| Ireland        | IRMA         | Platinum | 15,000    |
| Netherlands    | NVPI         | Gold     | 30,000    |
| Portugal       | AFP          | Gold     | 10,000    |
| Spain          | PROMUSICAE   | Gold     | 40,000    |
| Switzerland    | IFPI         | Platinum | 30,000    |
| United Kingdom | BPI          | Platinum | 300,000   |
| Europe         | IFPI         | Platinum | 1,000,000 |